# Ingegerda Švédská
Ingegerda Olofsdotter Švédská (okolo r. 1000 – 10. února 1050) byla švédská princezna a kyjevská kněžna jako manželka Jaroslava Moudrého. Byla dcerou švédského krále Olofa Skötkonunga a Estrid Obodritské. Pravoslavná církev ji uznává jako svatou Annu z Novgorodu zejména díky chrámům, které založila v Kyjevě a Novgorodu .
Ingegerda nebo sv. Anna je někdy zaměňována s matkou knížete sv. Vladimíra I., hlavně protože Jaroslav a Ingegerda měli také syna jménem Vladimír. Ve skutečnosti byl sv. Vladimír I. otcem Jaroslava Moudrého.

## Život
V roce 1016 bylo rozhodnuto, že mírové vztahy mezi Norskem a Švédskem stvrdí manželský svazek. Šlechtici ze Švédska i z Norska se pokoušeli sjednat sňatek krále Olafa II. Norského s princeznou Ingegerdou. Král Olof však svou dceru narozenou v manželství provdal za kyjevského knížete Jaroslava Moudrého. Olaf Norský se oženil s Ingegerdinou nevlastní sestrou, Olofovou nemanželskou dcerou Astrid Olofsdotter.
Sňatek Ingegerdy a Jaroslava se uskutečnil v roce 1019. V nové domovině jí změnili jméno na řecké Irena. Pod dohledem svého manžela Ingegerda zahájila stavbu kyjevského chrámu sv. Sofie a také chrámu sv. Sofie v Novgorodu. S manželem měla šest synů a čtyři dcery, pozdější královny Francie, Uherska a Norska. Ingegerda zemřela 10. února 1050 a je pohřbena v kyjevském chrámu sv. Žofie.

## Potomci
- Alžběta Kyjevská, norská královna
- Anastázie Rurikovna, uherská královna
- Anna Kyjevská, francouzská královna
- možná Agáta, manželka anglického prince Eduarda Vyhnance
- Vladimír Jaroslavič Novgorodský
- Izjaslav Jaroslavič
- Svjatoslav II. Jaroslavič
- Vsevolod I. Jaroslavič
- Igor Jaroslavič
- Vjačeslav Jaroslavič